# 橋本佳耶
橋本 佳耶（はしもと かや、1996年4月4日 - ）は、熊本県出身の女子競輪選手。日本競輪選手会熊本支部所属、ホームバンクは熊本競輪場。日本競輪学校（当時。以下、競輪学校）第114期生。師匠は島田竜二（76期）。

## 経歴
中学校時代から陸上競技を始め、平成23年度熊本県中体連陸上競技大会100mハードル優勝、七種競技南九州大会という実績を残した。テレビでガールズケイリンの特集を観て、競輪選手を志したという。
2017年1月12日、競輪学校第114回適性試験に合格。在校競走成績は21位（1勝）。
2018年7月2日、大宮競輪場でデビューし7着。初勝利は2019年2月2日の伊東温泉競輪場で挙げた。
2022年6月6日、松山FII（ミッドナイト）で初優勝。競輪学校での競走成績が最下位であったガールズケイリン選手が優勝した初のケースとなった。